# Federico Bencovich
Federiko Benković connu sous le nom de  Federico Bencovich ou Federico Bencovic, mais aussi Federigo ou Federighetto ou Dalmatino (1667-1753) est un peintre italien baroque né en Dalmatie à Omiš, Šibenik, l'île Brač, Ragusa (Dubrovnik), ou peut-être même Venise dominant alors le territoire dalmate.

## Biographie
Federico Bencovich commence son apprentissage à Venise, puis avec  Carlo Cignani à Bologne, l'aidant en 1706 au peintures de l'Assomption de la Vierge au dôme de la cathédrale de Forlì.
Son premier travail indépendant, Junon dans les nuages est peint en  1705. Il apparaît avoir travaillé également à l'atelier de  Giuseppe Maria Crespi.

## Œuvres

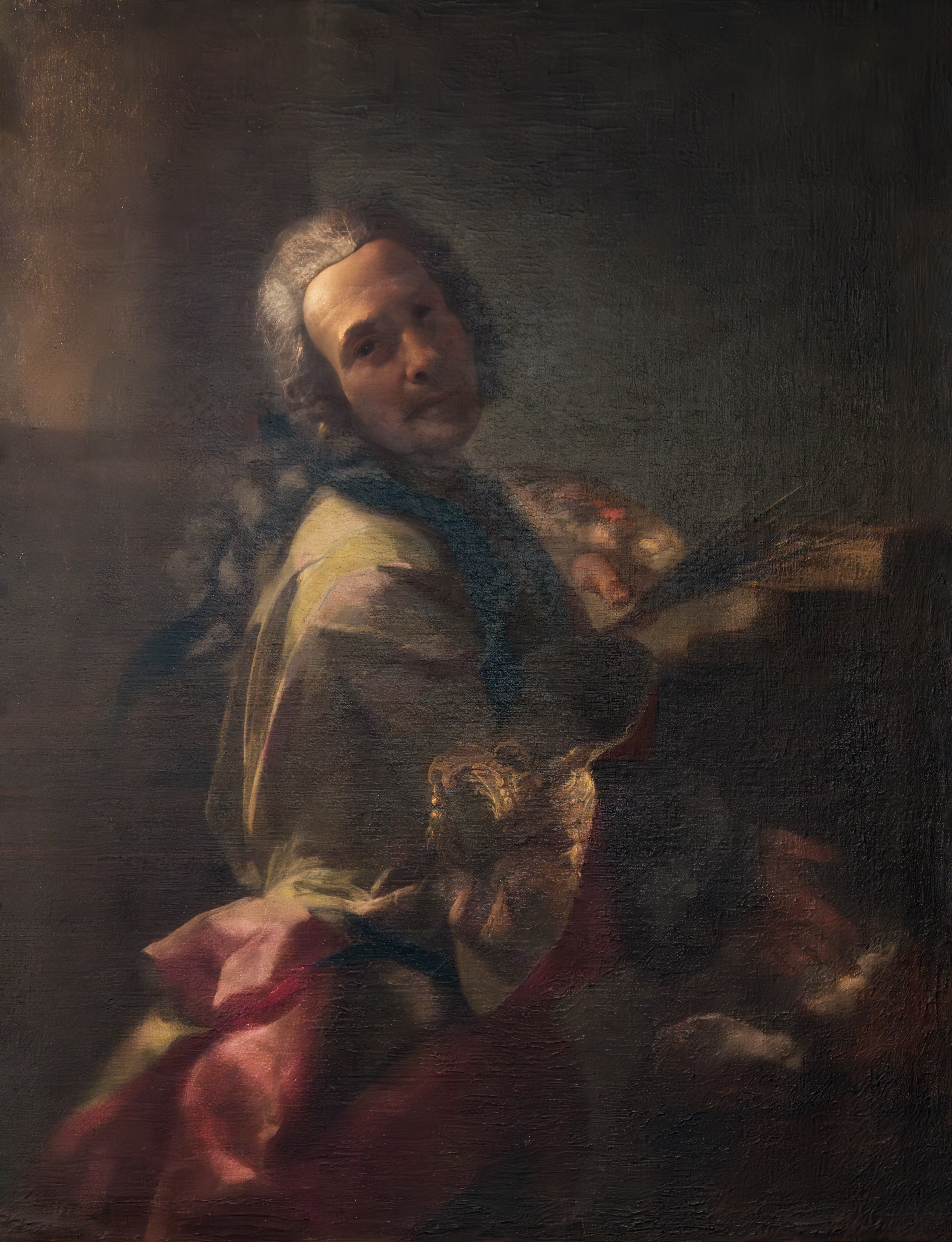
Portrait d'un peintre, Galeries de l'Académie de Venise

- Madonna del Carmine(env. 1710), parrocchiale, Bergantino, attribuée aussi à  G. C. Crespi
- Sacrifizio d'Isacco (1720), Galleria Strossmayer, Zagreb
- Madonna e santi (1730 – 1735), Staatliche Museen, Berlin,
- Il beato Pietro Gambacorta (env. 1728), Pinacoteca Nazionale, Bologne
- Deposizione (env. 1735), chiesa del Castello, Borgo San Giacomo, Verolanuova, Brescia
- Estasi di S. Francesco da Paola (1724), chiesa della SS. Trinità, Crema
- Agar nel deserto, Sacrificio d’Isacco (env. 1718), Madone, parrocchiale, Bergame
- Ercole e Onfale (env. 1725), Pinacoteca, Munich
- Agar e Ismaele nel deserto, Il sacrificio di Ifigenia (ca 1715), Castello Weißenstein, Pommersfelden
- Sant'Andrea tra i santi Bartolomeo, Carlo Borromeo, Lucia e Apollonia (1710-1716), Senonches, France
- San Pietro guarisce un malato; Socrate incitato a evadere dal carcere (env. 1740), Museo Brukenthal, Sibiu, Roumanie
- Adorazione dei Magi (env. 1725), Staats-Galerie, Stuttgart
- Fuga in Egitto (env. 1709), parrocchiale, Tomo, Feltre
- Il beato Pietro Gambacorta (env. 1726), chiesa di S. Sebastiano, Venise
- Ritratto di pittore (env. 1735), Galeries de l'Académie de Venise[1]
- Fuga in Egitto, dessin (env. 1720), Museo Correr, Venise
- Partenza per l’Egitto, Riposo durante la fuga in Egitto (env. 1745), San Francesco da Paola, Estasi di San Francesco d’Assisi, Morte di San Benedetto, Albertina, Vienne

## Sources
- (en) Cet article est partiellement ou en totalité issu de l’article de Wikipédia en anglais intitulé « Federiko Benković » (voir la liste des auteurs).